# Лонгтом – Патрісія-Балін – Орбост
Лонгтом — Патрісія-Балін — Орбост — офшорний газопровід на південному сході Австралії.
У 2003-му почали розробку розташованого в басейні Гіпсленд невеликого газового родовища Патрісія-Балін (Patricia-Baleen), для видачі продукції якого проклали трубопровід до установки підготовки, яку розмістили на узбережжі в районі Орбост. Він починається в районі з глибиною моря 54 метри, має довжину 24 (за іншими даними — 25) кілометрів та виконаний у діаметрі 300 мм.
У 2009-му почали розробляти газоконденсатне родовище Лонгтом, від якого до Патрісія-Балін проклали газопровід, що починається в районі з глибиною моря 56 метрів, має довжину 19 кілометрів та той самий діаметр 300 мм. Роботи зі спорудження виконала трубоукладальна баржа «Aussie-1».
З 2015-го розробка Лонгтом також припинилась на тлі вичерпання запасів, втім, існують плани підключення до Патрісія-Балін ще одного офшорного родовища Манта.